# Pottenbakken

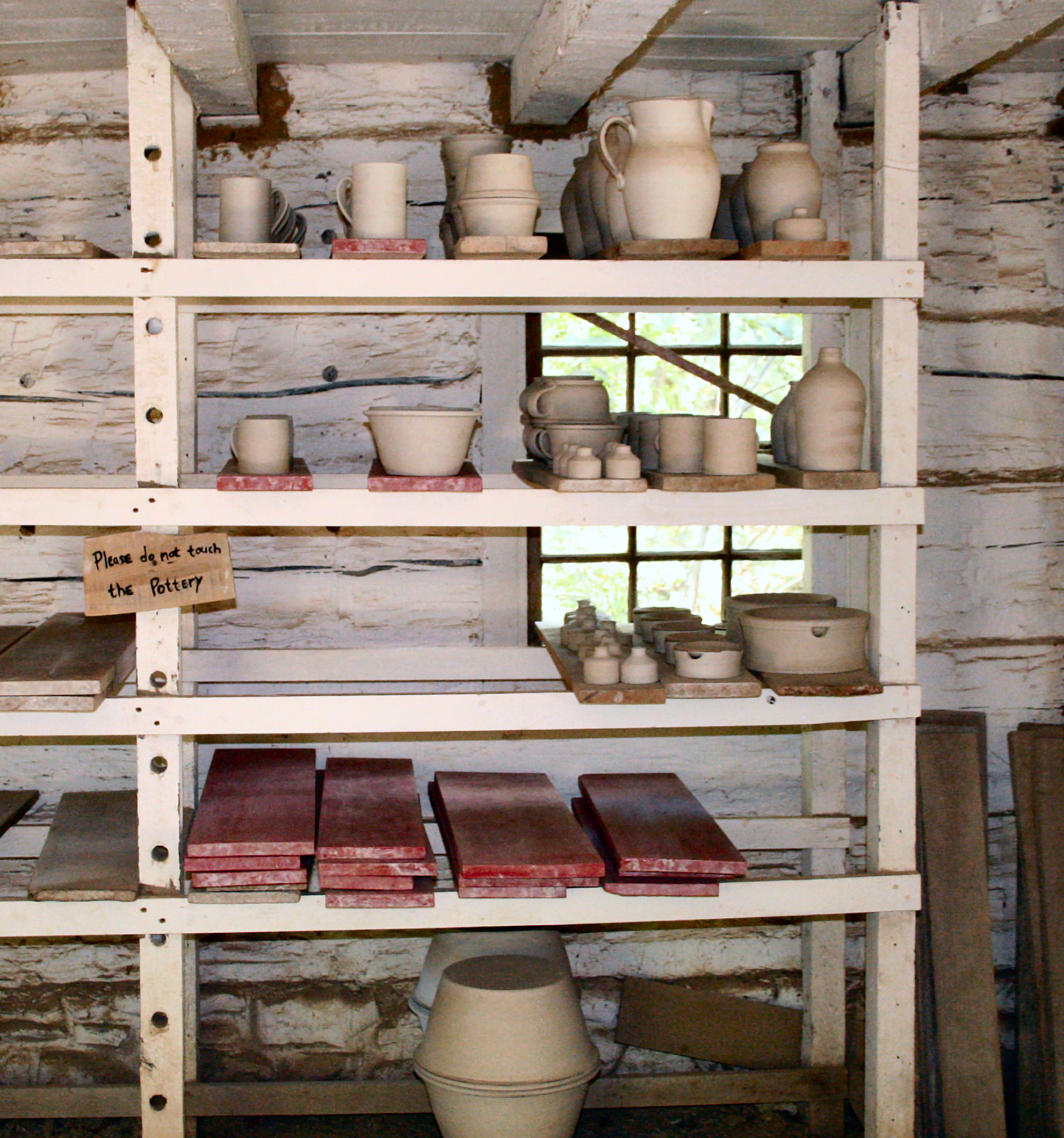
Ongebakken potten op een traditioneel droogrek, Conner Prairie living history museum

Pottenbakken is het modelleren van klei die daarna door middel van verwarming wordt verhard tot keramiek: aardewerk en steengoed. Een beoefenaar van het pottenbakken is een pottenbakker of keramist. 
Beeldjes en vaatwerk werden op deze manier al gemaakt in het Laat-paleolithicum, zo'n 20.000 tot 30.000 jaar geleden, maar het daadwerkelijk maken van potten werd pas zinvol bij de overgang naar een meer sedentaire samenleving.
Voorwerpen van aardewerk en steengoed kunnen gebruiksvoorwerpen zijn, zoals potten, bekers, schalen, maar ook decoratieve voorwerpen. Technisch keramiek behoort niet tot het pottenbakken.

## Grondstof
De grondstof voor pottenbakken is klei. Dit is een sedimentair gesteente. Het is te vinden als afzetting van rivieren of de zee. Klei is meestal goed kneedbaar. Er bestaan veel soorten klei. Pottenbakkers gebruiken verschillende soorten. De grootte van het werk kan een bepalend element zijn voor de klei die wordt gebruikt, maar ook de kleur of de textuur die het voorwerp volgens zijn maker moet krijgen. Als klei droogt wordt deze hard, maar droge klei kan teruggebracht worden tot kneedbare klei door er water aan toe te voegen. Als het verhit is geweest is dat niet meer het geval.

## Termen
Keramiek is een verzamelnaam waaronder verschillende door verhitting gemaakte materialen vallen. Het woord keramiek betekent gebakken aarde. Onder keramiek vallen: aardewerk, steengoed en porselein.
Aardewerk wordt bij temperaturen tussen de 900 en 1100 graden gevormd. Terracotta is ongeglazuurd aardewerk van rood bakkende klei.
Steengoed vereist een hogere baktemperatuur dan aardewerk. Steengoed heeft een baktemperatuur tussen 1100 en 1300 graden en is waterdicht (de klei wordt steen). 
Biscuit is ongeglazuurd aardewerk of steengoed.
Porselein wordt gebakken bij een temperatuur tussen ca. 1200 en 1400 graden

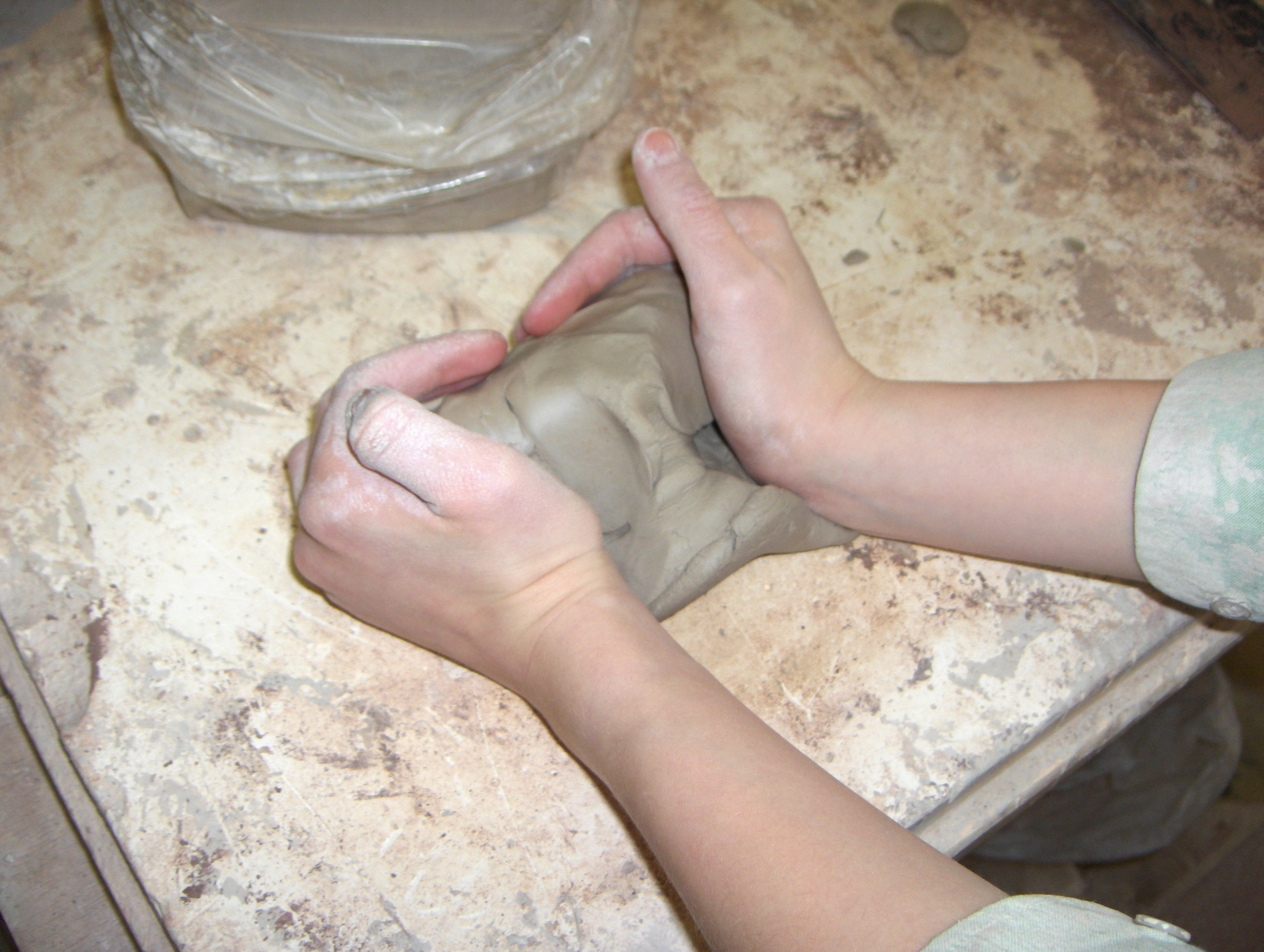
Kneden van klei met de ossenkop-methode

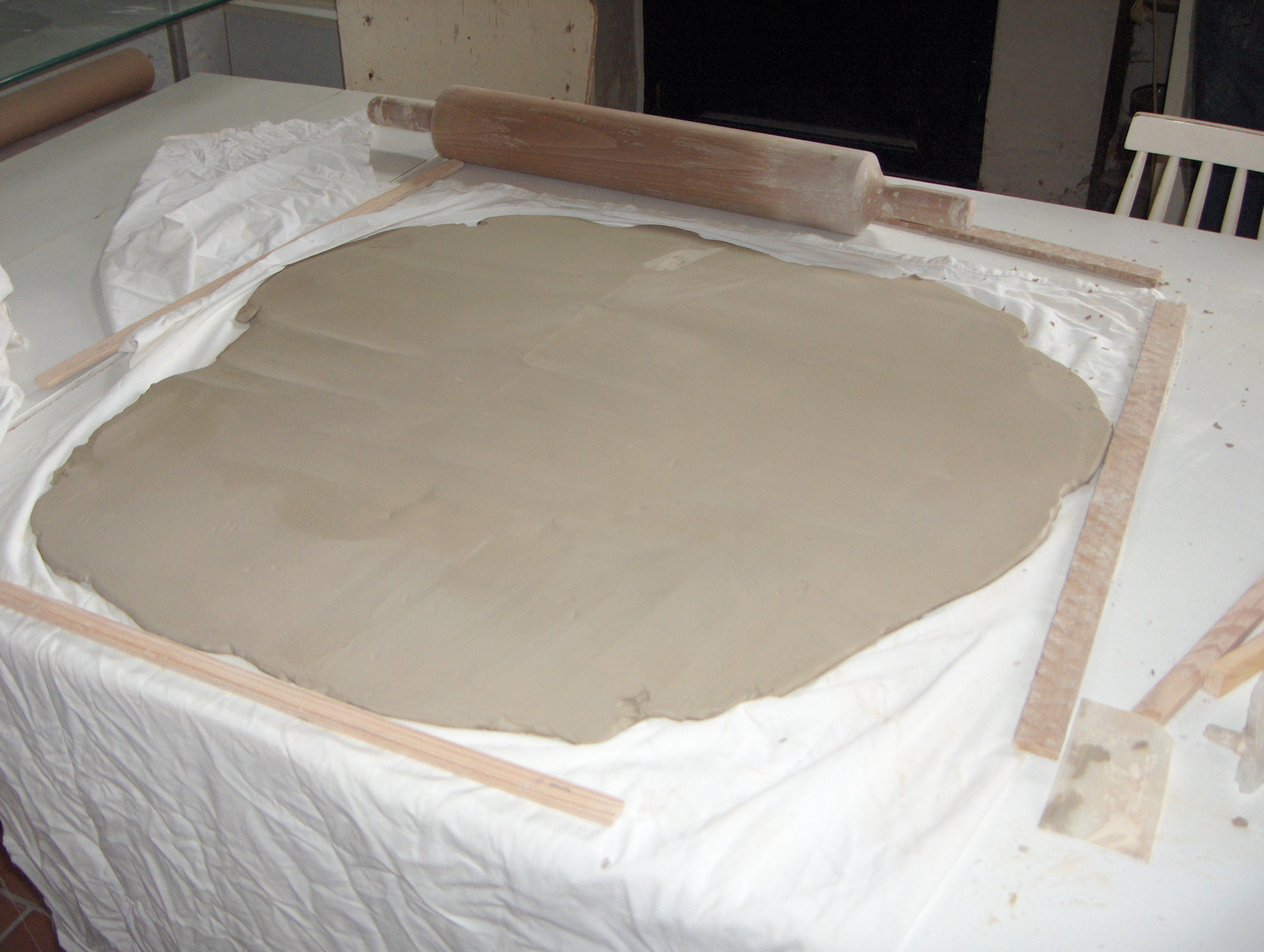
Een plak klei klaar om te gebruiken voor pottenbakken

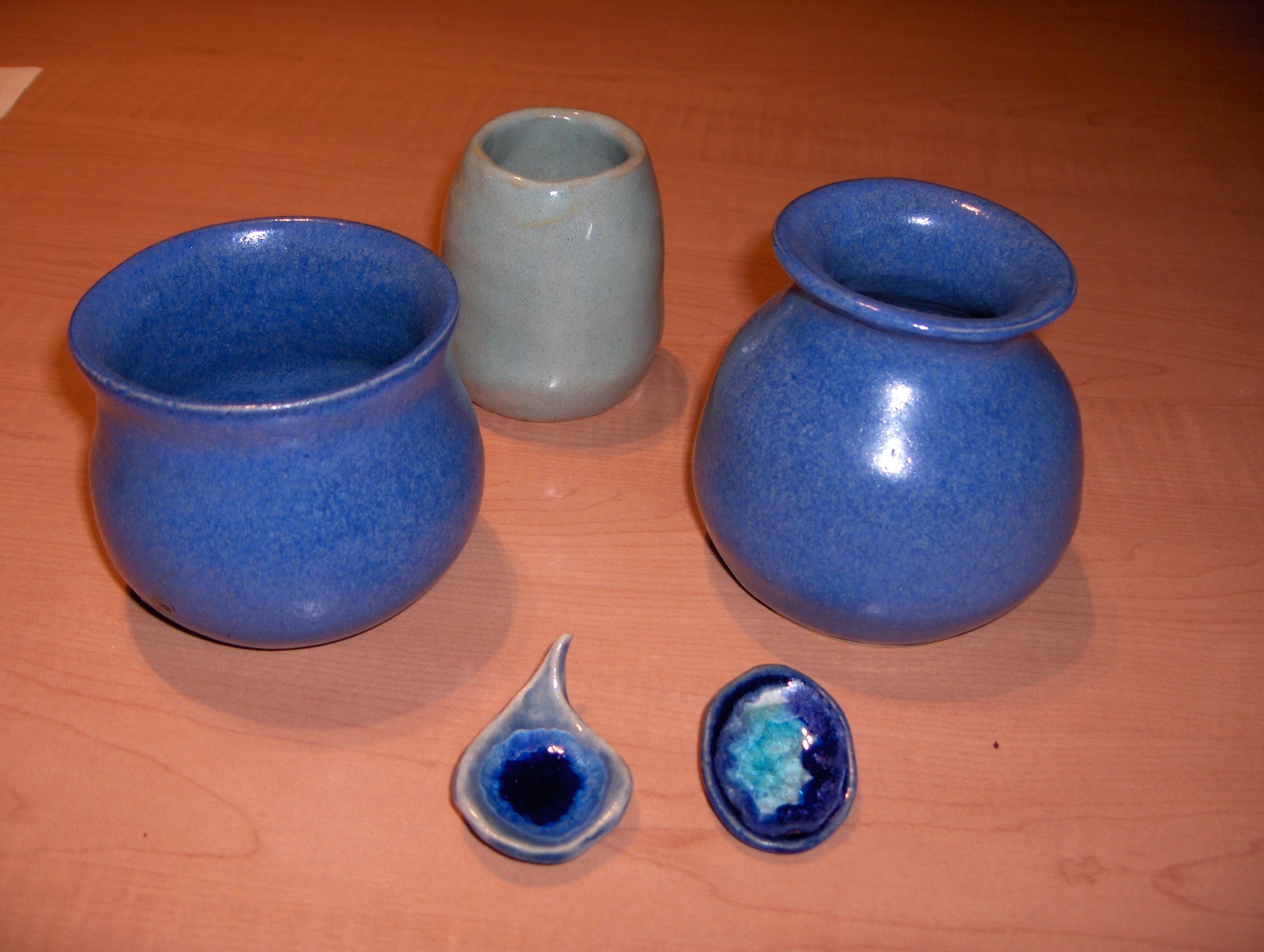
De drie bovenste potten zijn geglazuurd en met de draaischijf gemaakt. Onderaan zijn er twee geglazuurde kettinkjes.

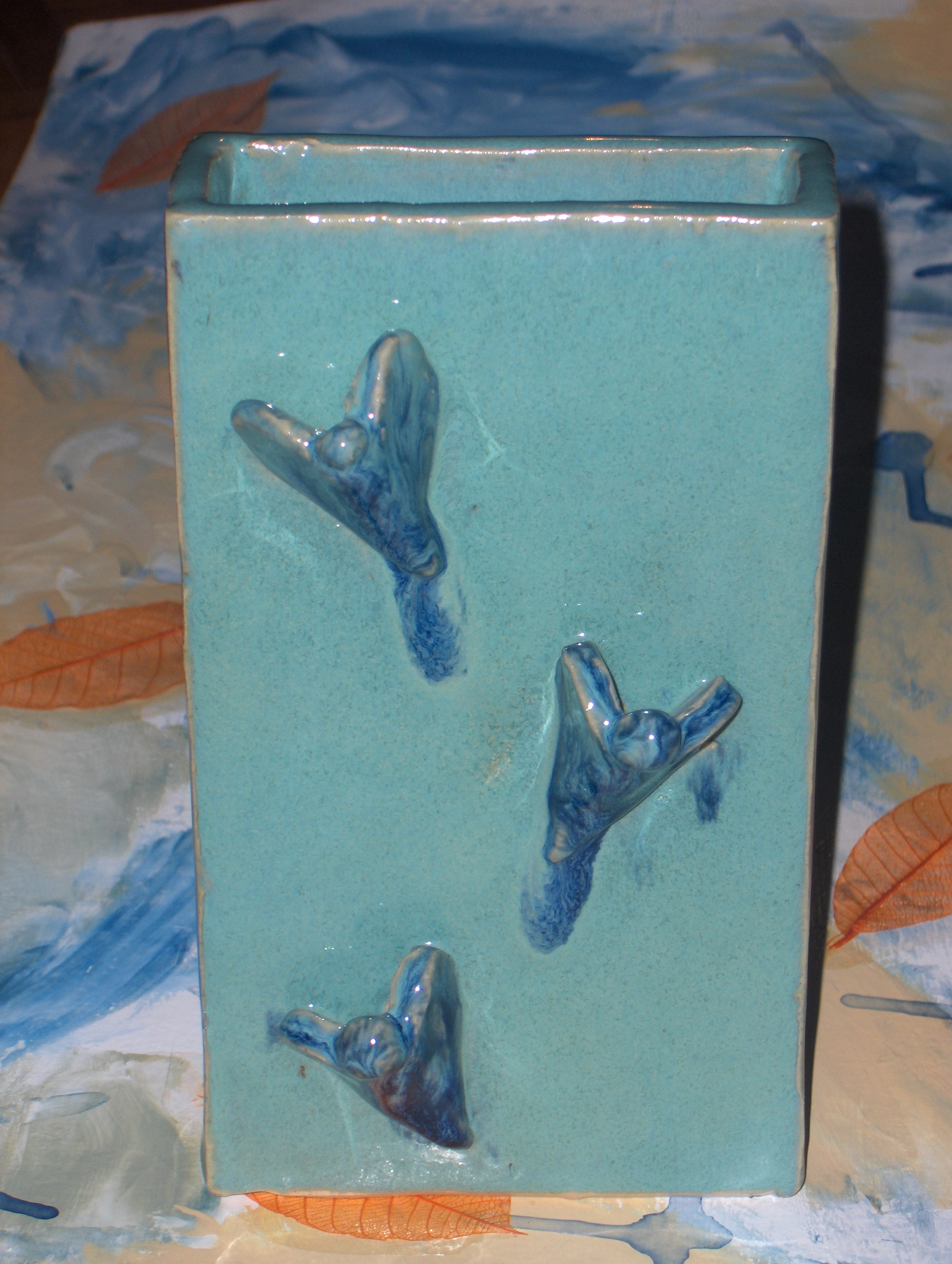
Vaas gemaakt door lappen en plakken klei.

## De verschillende stappen bij het pottenbakken
Ten eerste moet de pottenbakker zijn klei kiezen. Indien deze te droog is, moet de klei nat gemaakt worden.
De tweede stap is het kneden van de klei. Er bestaan verschillende methodes om dit te doen. Een van de bekendste en gemakkelijkste methodes is de ossenkop-methode. Een andere werkwijze is de spiraaltechniek. Het kneden van klei is noodzakelijk om eventuele luchtbellen uit de klei te verwijderen. Als er luchtbellen in de klei blijven, kan het werk bij het bakken ontploffen. Dit proces heet 'walken': klei verdichten en soepel maken door te kneden.
In de derde stap gaat de pottenbakker de klei omvormen en bewerken tot een voorwerp. Dit kan volgens verschillende bewerkingstechnieken. Daarna, als het voorwerp droog is, kan het voor de eerste maal gebakken worden. Bij het bakken op ongeveer 900 °C (deze temperatuur kan variëren), kan het gebeuren dat het aardewerk begint te barsten of zelfs ontploft (zie stap 2). Als dit voorvalt moet de pottenbakker helemaal opnieuw beginnen, want de klei is inmiddels aardewerk en kan niet meer omgevormd worden tot boetseerbare klei. 
Vervolgens, nadat het voorwerp gebakken is, gaat de pottenbakker het aardewerk gladschuren met schuurpapier.
Als zesde stap moet het voorwerp geglazuurd worden. Daarvoor moet het voorwerp eerst met een lichtjes natte spons van stof ontdaan worden. Dit voorkomt dat het glazuur zich op de stof gaat vastzetten. Als achteraf het stof eraf zou vallen, zou ook het glazuur verdwijnen. Het glazuren van aardewerk is een van de moeilijkste fasen bij het pottenbakken. Dit komt doordat glazuur altijd anders reageert en ook een andere kleur krijgt. Als er te veel glazuur op aardewerk is aangebracht, kan die zelfs uitlopen. Dan krijg je vlekken en bubbels, wat meestal niet de bedoeling is.

### Glazuren
Het glazuren kan op verschillende manieren:
- Glazuur in het voorwerp (bijvoorbeeld beker, pot) gieten.
- Glazuur op het voorwerp spuiten.
- Met een penseel, glazuur op het voorwerp aanbrengen. Een beetje zoals verven.
- Het voorwerp in glazuur dompelen.

Als laatste stap moet het voorwerp een tweede keer gebakken worden op ongeveer 1250 °C (de temperatuur kan variëren).

## Verschillende bewerkingstechnieken

### Boetseren
Bij boetseren wordt met de handen een vorm gegeven aan de klei.

### Lappen en plakken
De klei wordt platgerold door middel van een deegrol. Zo ontstaan er plakken of lappen klei. Deze lappen worden aan elkaar vastgemaakt. Hiervoor moet de pottenbakker kleine sneetjes in de klei maken op de kanten die aan elkaar 'geplakt' zullen worden. Op deze sneetjes moet er wat slib(= klei vermengd met water) worden aangebracht. 

### Rollen of slierten
Met de handen wordt de klei gerold totdat er kleine cilindervormige slierten ontstaan. Deze slierten worden op elkaar geplaatst met het doel een pot te verkrijgen.

### Draaien
Bij het draaien wordt gebruikgemaakt van een pottenbakkersschijf, waardoor men heel nauwkeurig kan werken. Er wordt eerst een bolletje klei in het midden van de schijf geplaatst en daarna kan het draaien beginnen.

### Gieten in hulpvormen
Bij deze techniek wordt slib (=klei vermengd met water) gegoten in een hulpvorm uit gips gemaakt. Dit laat men eventjes drogen en dan kan men het uit de hulpvorm halen.